# Cybdelis meridionalis
Cybdelis meridionalis är en fjärilsart som beskrevs av Hall 1919. Cybdelis meridionalis ingår i släktet Cybdelis och familjen praktfjärilar. Inga underarter finns listade i Catalogue of Life.